# Groupe de NGC 3995
Le groupe de NGC 3995 comprend au moins 11 galaxies situées dans la constellation de la Grande Ourse. La distance moyenne entre ce groupe et la Voie lactée est d'environ 51,3 Mpc (∼167 millions d'al). 

## Membres
Le tableau ci-dessous liste les 11 galaxies du groupe indiquées dans l'article de A.M. Garcia paru en 1993.
| Nom         | Class.     | Type                     | α (J2000.0)   | δ (J2000.0) | Vitesse radiale (km/s) | m            | Distance (Mpc) | Diamètre (kal) |
| ----------- | ---------- | ------------------------ | ------------- | ----------- | ---------------------- | ------------ | -------------- | -------------- |
| NGC 3935    | S?         | Spirale                  | 11h 52m 24.1s | 32° 24′ 14″ | 3066 ± 2               | 13,3         | 49,4 ± 3,5     | 48             |
| IC 2981*    | SBa,       | Spirale barrée           | 11h 55m 42.6s | 32° 11′ 20″ | 3433 ± 13              | 14,0         | 54,8 ± 3,9     | 34             |
| NGC 3986    | S0         | Lenticulaire             | 11h 56m 42.2s | 32° 01′ 18″ | 3246 ± 3               | 12,7         | 52,1 ± 3,7     | 181            |
| NGC 3991    | Im pec     | Irrégulière magellanique | 11h 57m 31.1s | 32° 20′ 16″ | 3192 ± 5               | 13,1         | 51,2 ± 3,6     | 75             |
| NGC 3994    | SA(r)c pec | Spirale                  | 11h 57m 36.9s | 32° 16′ 39″ | 3082 ± 3               | 12,7         | 49,4 ± 3,5     | 76             |
| NGC 3995    | SAm pec    | Spirale magellanique     | 11h 57m 44.1s | 32° 17′ 39″ | 3279 ± 1               | 12,4         | 45,4 ± 3,2     | 83             |
| IC 2973     | SB(s)d?    | Spirale barrée           | 11h 53m 50.7s | 33° 21′ 56″ | 3206 ± 1               | 13,2         | 51,4 ± 3,6     | 52             |
| IC 2978     | SBcd       | Spirale barrée           | 11h 56m 23.2s | 32° 02′ 19″ | 3224 ± 2               | 14,6         | 51,7 ± 3,6     | 68             |
| IC 2979     | SB0        | Lenticulaire             | 11h 56m 54.2s | 32° 09′ 32″ | 3069 ± 1               | 13,5         | 49,4 ± 3,5     | 58             |
| MCG 6-26-54 | S          | Spirale                  | 11h 55m 19.2s | 33° 08′ 46″ | 3229 ± 2               | 14,911 asinh | 51,7 ± 3,6     | 57             |
| UGC 6892    | S?         | Spirale                  | 11h 55m 24.7s | 33° 07′ 34″ | 3157 ± 2               | 14,5         | 50,7 ± 3,6     | 61             |

- La galaxie notée NGC 3966 dans la liste de Garcia est PGC 37462 qui est en réalité IC 2981. NGC 3966 et NGC 3986 sont une seule et même galaxie.

Le site DeepskyLog permet de trouver aisément les constellations des galaxies mentionnées dans ce tableau ou si elles ne s'y trouvent pas, l'outil du site constellation permet de le faire à l'aide des coordonnées de la galaxie. Sauf indication contraire, les données proviennent du site NASA/IPAC. 